# Mura di Istia d'Ombrone
Le mura di Istia d'Ombrone costituiscono il sistema difensivo del borgo di Istia d'Ombrone, frazione del comune di Grosseto.

## Storia
Le mura di  Istia d'Ombrone furono costruite, in più fasi, durante il periodo medievale.
Una prima cinta muraria fu costruita quasi certamente tra il IX e il X secolo a protezione dell'area sommitale del borgo, dove sorgeva l'area signorile che comprendeva, tra l'altro, una residenza dei vescovi di Roselle. Leggermente successiva fu la costruzione del proseguimento di questa cinta primordiale, a racchiudere anche le abitazioni più antiche inizialmente sguarnite di difesa.
Una seconda cinta muraria fu aggiunta in epoca bassomedievale a delimitare l'intero nucleo abitato che, nel frattempo, si era allargato verso la parte inferiore; la nuova cerchia muraria assunse una forma di poligono irregolare.
Nel corso dei secoli successivi le due cinte murarie hanno subito varie modifiche, a seguito di variazioni urbanistiche che hanno interessato varie parti dell'abitato. Recenti interventi di restauro hanno permesso di recuperare i tratti di mura rimasti.

## Descrizione
Le mura di Istia d'Ombrone sono ancora distinguibili nelle due distinte cerchie, interna ed esterna.
La cinta muraria interna, di forma quadrangolare, è ravvisabile in alcuni suoi tratti lungo la via di Mezzo, dove è stata in larga parte incorporata nelle pareti esterne degli edifici che vi si affacciano; solo in prossimità dell'area che delimitava la residenza vescovile si ritrovano alcuni tratti di cortina sotto forma di ruderi.
La cinta muraria esterna, caratterizzata dalla forma di un poligono irregolare, delimita interamente il centro storico di  Istia d'Ombrone. Lungo il lato occidentale sono visibili vari tratti di cortina che, in altri punti, risulta invece incorporata nelle pareti esterne di alcuni fabbricati.

Lungo le mura esterne vi si aprono due porte, una a nord e una a sud.

## Architetture lungo le mura
- Porta Grossetana
- Porta Senese